# الجدول الزمني لحرب غزة (7 أكتوبر 2023 – 27 أكتوبر 2023)
يغطي هذا الجدول الزمني للحرب بين إسرائيل وحماس الأحداث من 7 أكتوبر/تشرين الأول حتى 27 أكتوبر/تشرين الأول 2023.

## أكتوبر 2023

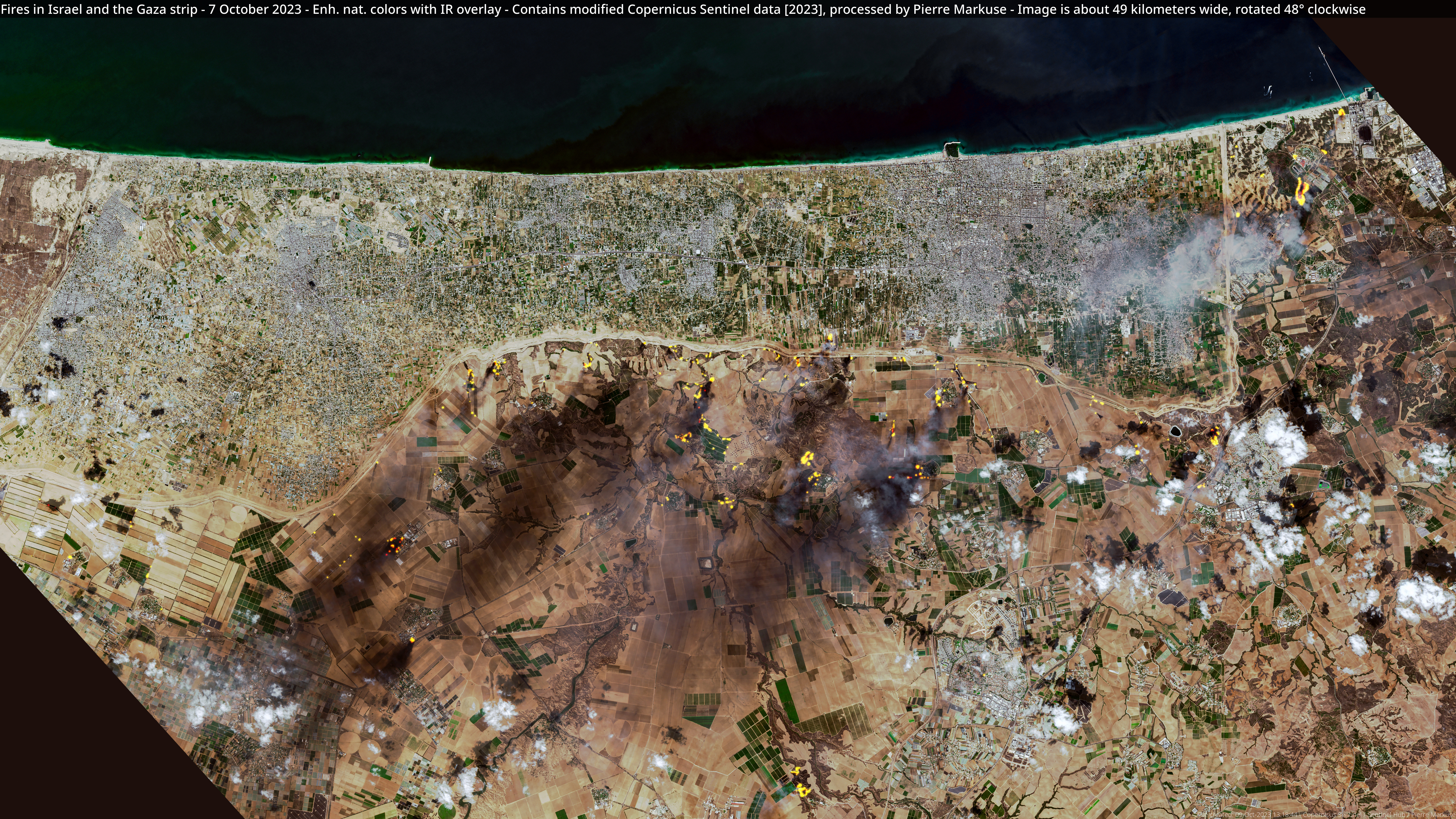
بيانات القمر الصناعي سنتينل 2 للحرائق في يوم عملية طوفان الأقصى؛ ويظهر قطاع غزة الذي يبلغ طوله 41 كيلومترًا (25 ميلًا) بالكامل تقريبًا. (الأعلى هو الغرب.)

### 7 أكتوبر
- في الساعة 6:30 صباحًا بتوقيت الهند القياسي، تم تفعيل صفارات الإنذار في جنوب ووسط إسرائيل ردًا على صواريخ حماس.[1] وفي الوقت نفسه، أعلن محمد ضيف، قائد الجناح العسكري لحماس، في رسالة مسجلة مدتها عشر دقائق نُشرت عبر الإنترنت بدء "عملية طوفان الأقصى"، وأن "العدو سيفهم أن زمن هياجه دون محاسبة قد انتهى"،[2] وحث الفلسطينيين على مهاجمة المستوطنات الإسرائيلية بأي أسلحة يملكونها. قُتل ما يقرب من 1200 مدني وجندي إسرائيلي في الهجوم الذي قادته حماس، واختُطف قرابة 250 آخرين.[3][4]
- 06:56 وصول أول المسلحين إلى بئيري وبدء هجوم بئيري.[5]
- 07:00: هاجم مسلحون من حماس مهرجان سوبرنوفا للموسيقى بالقرب من كيبوتس رعيم، وكان بعضهم قد وصل عبر طائرات شراعية آلية.[6] ومن بين ما يقرب من 3000 إلى 5000 شخص في المهرجان، قُتل 364 شخصًا واختطف 40 آخرون.[7]
- 07:40: أكد جيش الاحتلال الإسرائيلي أن مسلحين من حركة حماس دخلوا جنوب إسرائيل وطلب من سكان سديروت والمدن الأخرى البقاء في منازلهم.[8]
- 08:15: انطلقت صفارات الإنذار في مدينة القدس، بعد سقوط وابل من الصواريخ في التلال الحرجية على الطرف الغربي للمدينة.[9]
- 08:23: أعلنت إسرائيل حالة التأهب للحرب، وقامت بتفعيل قوات الاحتياط، ردا على استمرار إطلاق الصواريخ.[9]
- 08:34: أعلنت إسرائيل أنها بدأت عمليات هجومية مضادة ضد حماس.[بحاجة لمصدر]
- 10:47: بدأ سلاح الجو الإسرائيلي بمهاجمة غزة.[بحاجة لمصدر]
- 11:35: أدلى رئيس الوزراء بنيامين نتنياهو بأول تصريح له حول الصراع عبر تويتر،[10] حيث أعلن أن إسرائيل في حالة حرب.[بحاجة لمصدر]
- 12:21: بدأ جيش الاحتلال الاسرائيلي عملياته لتطهير مدن جنوب إسرائيل في ظل ارتفاع عدد الصواريخ التي أطلقت من غزة إلى أكثر من 1200 صاروخ.[بحاجة لمصدر]
- 12:29: أصدرت الولايات المتحدة أول بيان لها، من خلال مجلس الأمن القومي، أدان فيه الهجوم «الإرهابي» وأكد مجددا دعم الولايات المتحدة لإسرائيل.[بحاجة لمصدر]
- 16:08: تحدث الرئيس جو بايدن مع نتنياهو وأعرب عن تعازيه ودعمه، وأعلن لاحقًا خلال خطاب أن الدعم الأمريكي لإسرائيل كان "... ثابتًا وثابتًا".[بحاجة لمصدر]
- 18:00: أعلن مجلس الوزراء الأمني الإسرائيلي في 8 أكتوبر/تشرين الأول أن حالة الحرب بدأت رسميا في هذا الوقت.[11]
- وتبين لاحقا أن هجمات الصواريخ التي شُنت في السابع من أكتوبر/تشرين الأول شملت ضربة على موقع مفترض للصواريخ النووية.[12][بحاجة لمصدر] سقط الصاروخ على أراضي قاعدة سدوت ميخا العسكرية،[12] على مشارف القدس الشرقية.[بحاجة لمصدر]
- تم إلغاء حفل برونو مارس في تل أبيب والذي كان مقررا مساء السابع من أكتوبر بسبب الهجوم على إسرائيل.[13]

### 8 أكتوبر
- أعلنت إسرائيل رسميًا حالة الحرب بموجب المادة 40أ لأول مرة منذ حرب أكتوبر[14] تم استدعاء 300 ألف جندي احتياطي، وهو العدد الأكبر في تاريخ البلاد. إن هدفها المعلن هو القضاء على القدرات العسكرية لحماس وإنهاء حكمها على قطاع غزة.[15]
- وقد صدرت الأوامر بإجلاء السكان في إسرائيل الذين يعيشون بالقرب من قطاع غزة،[16][17] وعين نتنياهو العميد السابق جال هيرش كمسؤول حكومي عن المواطنين المفقودين والمختطفين.[18] فرض جيش الاحتلال الإسرائيلي إغلاقًا شاملًا على الضفة الغربية.[19]
- أمر وزير الدفاع الأمريكي لويد أوستن بنشر مجموعة حاملة الطائرات[الإنجليزية] يو إس إس جيرالد فورد في شرق البحر الأبيض المتوسط.[20] قامت القوات الجوية الأمريكية بتعزيز أسرابها من طائرات إف-35 وإف-15 وإف-16 وإيه-10 في المنطقة.[21] وأدانت حماس نشر البحرية الأميركية ووصفته بأنه "عدوان على الشعب الفلسطيني".[22]
- قتلت قوات الاحتلال الإسرائيلي فلسطينياً خلال مواجهات عند المدخل الشمالي لمدينة أريحا،[23] وثلاثة فلسطينيين خلال اشتباكات عند حاجز قلنديا العسكري، كما قتل فلسطيني آخر بالرصاص خلال اشتباكات في مدينة الخليل.[24] وفي وقت لاحق، توفي فلسطيني رابع متأثراً بجراحه.[25] قتلت القوات الإسرائيلية فلسطينياً خلال مواجهات في بيتا.[26]
- أكد مكتب تنسيق الشؤون الإنسانية (أوتشا) أنه في الضفة الغربية، بما فيها القدس الشرقية، "في الفترة ما بين 7 و8 أكتوبر/تشرين الأول، وحتى الساعة التاسعة مساءً، قُتل 13 فلسطينيًا، بينهم طفل يبلغ من العمر 12 عامًا، على يد القوات الإسرائيلية في مناطق متفرقة بالضفة الغربية". قُتل أحدهم أثناء مهاجمته جنديًا أو محاولته طعنه قرب رام الله. واستشهد آخر خلال مواجهات قرب نابلس. أما الفلسطينيون الحادي عشر الباقون فقد قُتلوا جميعاً "أثناء المظاهرات التضامنية مع قطاع غزة ومواجهات أخرى تضمنت إلقاء الحجارة".[27]

### 9 أكتوبر
- أعلن وزير الدفاع يوآف غالانت عن فرض حصار "شامل" على قطاع غزة من شأنه أن يؤدي إلى قطع الكهرباء ومنع دخول الغذاء والوقود، وأضاف "نحن نقاتل حيوانات بشرية ونحن نتصرف وفقا لذلك".[28]
- قام سلاح الجو الإسرائيلي بإرسال طائرات نقل ثقيلة من طراز سي-130 وسي-130جي إلى مواقع مختلفة في أوروبا لجمع مئات من أفراد جيش الاحتلال الإسرائيلي خارج الخدمة لنشرهم في الصراع.[29]
- قُتل عليم عبد الله، نائب قائد اللواء 300 من الفرقة 91 في جيش الاحتلال الإسرائيلي، في هجوم حزب الله على الحدود اللبنانية.
- وأكد مكتب تنسيق الشؤون الإنسانية أنه في الضفة الغربية، بما في ذلك القدس الشرقية، "في الفترة ما بين 7 و9 أكتوبر/تشرين الأول، وحتى الساعة 16:00، قُتل 15 فلسطينياً، بينهم أربعة أطفال، على يد القوات الإسرائيلية في مناطق مختلفة في أنحاء الضفة الغربية".[30]

### 10 أكتوبر
- أعلنت وكالة الأمم المتحدة لإغاثة وتشغيل اللاجئين الفلسطينيين (الأونروا) عن مقتل أربعة من موظفيها في غارات جوية على غزة.[31]
- ضربت القوات الجوية الإسرائيلية أكثر من 70 هدفًا في منطقتي الدرجة والتفاح ومحيطهما في غزة (توضيح).[31]
- وصلت أسلحة متطورة من الولايات المتحدة إلى إسرائيل، وكانت أول شحنة من هذا النوع تتلقاها منذ الحرب.[31]
- أشار الرئيس بايدن في إحاطة إعلامية إلى أن "حماس لا تدافع عن حق الشعب الفلسطيني في الكرامة وتقرير المصير. هدفها المعلن هو القضاء على دولة إسرائيل وقتل الشعب اليهودي".[32][33][34] ووصف هجومها بأنه "عمل شرير محض".[35]
- أعلن زعيم الحوثيين عبد الملك الحوثي أن أي تدخل أمريكي في غزة سيؤدي إلى تدخلها.[36]
- وقد قام منسق الحكومة الإسرائيلية في المناطق بإلغاء جميع تصاريح العمل الصادرة لسكان غزة، مما أدى إلى حرمان العمال الغزيين من وضعهم القانوني بموجب القانون الإسرائيلي وإثارة موجة من الاعتقالات الإدارية.[37]
- وأكدت أوتشا أنه "في الفترة ما بين 7 و10 أكتوبر/تشرين الأول، وحتى الساعة 16:00، قُتل 19 فلسطينياً، بينهم ثلاثة أطفال، على يد القوات الإسرائيلية في مناطق مختلفة في أنحاء الضفة الغربية".[38]
- أدت غارة جوية إسرائيلية على منزل في دير البلح إلى مقتل 18 شخصًا وإصابة 23 آخرين من بينهم خمسة أطفال وثلاث نساء.[39]

### 11 أكتوبر
- هاجمت طائرات الاحتلال الإسرائيلي عدة مباني داخل وحول الجامعة الإسلامية في غزة ودمرتها.[40]
- توقفت محطة الكهرباء الوحيدة في غزة عن العمل بعد نفاد الوقود بسبب الحصار الإسرائيلي.[41]
- ودعا البابا فرانسيس إلى إطلاق سراح جميع الرهائن المحتجزين لدى حماس وأعرب عن قلقه إزاء "الحصار الشامل" الذي تفرضه إسرائيل على غزة.[42]
- وأعلن حزب الله مسؤوليته عن الهجمات التي استهدفت قوات جيش الاحتلال الإسرائيلي باستخدام "صواريخ دقيقة".[43]
- أطلقت شرطة الحدود الإسرائيلية النار على فلسطينيين اثنين في القدس الشرقية مما أدى إلى مقتلهما.[44]
- عقدت الولايات المتحدة محادثات مع مصر بشأن إنشاء ممر إنساني[الإنجليزية] عبر معبرها الحدودي مع غزة بالقرب من مدينة رفح.[45]
- قصفت القوات الإسرائيلية معبر رفح الحدودي بين غزة ومصر.[46]
- قتلت القوات الإسرائيلية 27 فلسطينياً على الأقل خلال اشتباكات في الضفة الغربية منذ السابع من أكتوبر.[47] وتشير التقارير إلى أن الضفة الغربية بأكملها أصبحت تحت الإغلاق الإسرائيلي.[48]
- هاجم مستوطنون إسرائيليون قرية قصرة، ما أدى إلى استشهاد أربعة فلسطينيين. قُتل شاب يبلغ من العمر 16 عامًا برصاص قوات الاحتلال الإسرائيلية في بني نعيم، بينما قُتل شخص آخر أيضًا برصاص قوات الاحتلال الإسرائيلية بالقرب من بيت لحم.[49][50]

### 12 أكتوبر
- وصلت المعدات العسكرية الأمريكية إلى قاعدة نيفاتيم الجوية، ووصلت مجموعة الضاربة يو إس إس جيرالد فورد إلى شرق البحر الأبيض المتوسط.[51]
- هاجمت القوات الجوية الإسرائيلية أكثر من 200 هدف في غزة.[52]
- نفذ جيش الاحتلال الإسرائيلي ضربات مدفعية في سوريا بعد إطلاق عدد من قذائف الهاون باتجاه شمال إسرائيل.[53]
- أعلنت إسرائيل أن غزة لن تحصل على الماء أو الوقود أو الكهرباء حتى يتم تحرير الرهائن.[54][55][56][57]
- وأكدت إسرائيل قصف مطاري دمشق وحلب الدوليين في سوريا.[58]

### 13 أكتوبر
- نصحت رسالة بريد إلكتروني داخلية مسربة من وزارة الخارجية الأميركية كبار الدبلوماسيين بتجنب ثلاث عبارات في تصريحاتهم العامة: "خفض التصعيد/وقف إطلاق النار"، و"إنهاء العنف/إراقة الدماء"، و"استعادة الهدوء".[59] وبناءً على ذلك، لم يتم ذكر كلمة "وقف إطلاق النار" إلا نادراً في الاتصالات اللاحقة.[60]
- بدأ سكان غزة بالفرار إلى الجنوب من القطاع (في الواقع خلف وادي غزة)[61] بعد تحذير من قبل جيش الاحتلال الإسرائيلي في اليوم السابق من العمليات القتالية قبل 24 ساعة. وحذرت الأمم المتحدة من كارثة إنسانية، وحثت [62] إسرائيل على إلغاء أمر الإخلاء،[63] كما فعلت منظمة العفو الدولية.[64]
- تم قصف طريق الإخلاء في شارع صلاح الدين، وأعلنت وزارة الصحة في غزة عن مقتل 70 شخصًا.[65]
- قالت حماس لسكان غزة في المنطقة الشمالية (نحو 1.1 كيلومتر) (ملايين الأشخاص) للبقاء في مكانهم.[66]
- وقد عرض الفاتيكان الوساطة.[56]
- شنت قوات الاحتلال الإسرائيلية غارات محلية على خلايا حماس.[67]
- وصلت مساعدات تركية إلى مصر متجهة إلى غزة.[68]
- وتشير التقارير إلى تصاعد التوترات في القدس الشرقية والضفة الغربية المحتلة. رفضت إسرائيل دخول الفلسطينيين الذين تقل أعمارهم عن 60 عاماً والذين جاءوا لأداء صلاة الجمعة في المسجد الأقصى. قالت السلطات إن القوات الإسرائيلية قتلت 35 فلسطينيا على الأقل في الضفة الغربية منذ السابع من أكتوبر/تشرين الأول.[69]
- قُتل 16 فلسطينياً على يد القوات الإسرائيلية في الضفة الغربية، ليصل إجمالي عدد القتلى إلى 51 منذ 7 أكتوبر/تشرين الأول، وفقاً لوزارة الصحة الفلسطينية.[70]

### 14 أكتوبر
- أعلن جيش الاحتلال الاسرائيلي عن مسارين للعبور الآمن بين الساعة العاشرة صباحا والساعة 07:00 مساءً بتوقيت الهند الصيفي (07:00–13:00 بالتوقيت العالمي المنسق) للإخلاء الجماعي.[71]
- أعلنت إسرائيل ومصر فتح معبر رفح أمام الرعايا الأجانب من الساعة 12 ظهرا حتى الساعة الخامسة مساء.[72]
- سمحت الولايات المتحدة بمغادرة الموظفين غير الضروريين من سفارتها في القدس.[73]
- تعرضت سيارات إسعاف تابعة للهلال الأحمر في غزة لقصف من قبل سلاح الجو الإسرائيلي.[74]
- قصفت القوات الجوية الإسرائيلية مبنى في جنوب خان يونس.[75]
- وقد قُتل قائد الوحدة الجوية لحماس، الذي شارك بشكل وثيق في التخطيط لهجوم السابع من أكتوبر/تشرين الأول، في غارة جوية إسرائيلية.[76]
- أعلنت الأونروا عبر تويتر أن ملاجئها لم تعد آمنة، معتبرة ذلك وضعا غير مسبوق.[77] وقالت أيضًا أن المياه كانت تنفد.[78]
- قالت إسرائيل إن الحرب قد تستغرق عدة أشهر. بلغ عدد جنود الاحتياط الذين تقدموا للخدمة رقمًا قياسيًا قدره 360 ألفًا.[79]
- خلال اجتماع مع الدبلوماسي الأممي تور وينسلاند[الإنجليزية]، أكد وزير الخارجية الإيراني حسين أمير عبد اللهيان أن إيران ستتدخل في الحرب إذا استمرت إسرائيل في عملياتها العسكرية أو شنت غزوًا بريًا على غزة.[80]
- قال وكيل الأمين العام للشؤون الإنسانية ومنسق الإغاثة في حالات الطوارئ مارتن جريفيث إن "الحبل يضيق حول السكان المدنيين في غزة".[81]
- وبحسب بيان صادر عن رئيس أساقفة كانتربري، جاستن ويلبي، فقد ألحق صاروخ أضرارًا بالطابقين العلويين من مركز علاج السرطان في مستشفى الأهلي العربي، والذي يحتوي على أقسام الموجات فوق الصوتية والتصوير الشعاعي للثدي، وأدى إلى إصابة أربعة من أعضاء الطاقم.[82][83][84][85]

### 15 أكتوبر
- اعتقلت قوات حرس الحدود الإسرائيلية، أكثر من 50 فلسطينياً في الضفة الغربية المحتلة، بحسب وكالة الأنباء الفلسطينية "وفا". استمرت الاشتباكات البسيطة بين حزب الله وقوات الاحتلال الإسرائيلية في مزارع شبعا وما حولها[86] وفي أماكن أخرى على الحدود اللبنانية الإسرائيلية.[86]
- وأبلغت إسرائيل مستشار الأمن القومي الأمريكي جيك سوليفان أن أنابيب المياه أعيد تشغيلها في جنوب غزة.[87]
- بدأت منظمة الهلال الأحمر المصري ومنظمة الصحة العالمية ومنظمات غير حكومية ومجموعات تطوعية أخرى بتخزين الإمدادات الإنسانية عند معبر رفح.[88]
- وأشار رئيس الأونروا فيليب لازاريني إلى أن إمدادات غزة من مياه الشرب النظيفة بدأت تنفد، وقال في مؤتمر صحفي إن غزة "بدأت تفقد الحياة".[89]
- أصبحت أربعة مستشفيات في غزة غير صالحة للعمل، في حين طالب جيش الاحتلال الإسرائيلي بإخلاء 21 مستشفى في شمال غزة وفقًا لمنظمة الصحة العالمية.[90]
- قالت لجنة حماية الصحفيين إن ما لا يقل عن اثني عشر صحفياً قُتلوا وأصيب ثمانية آخرون حتى الآن، في حين لا يزال اثنان آخران في عداد المفقودين.[91] عملوا بشكل مستقل أو لصالح وكالة فرانس برس، وعين ميديا، وإذاعة الأقصى، والغد، والجزيرة، والخمسة نيوز، ووكالة أنباء السلطة الرابعة، ووكالة خبر، وصحيفة إسرائيل اليوم، وسكاي نيوز عربية، ورويترز، وإذاعة صوت الأسرى (إذاعة صوت الأسرى)، وسمارت ميديا.[92]

### 16 أكتوبر
- غادرت حاملة الطائرات يو إس إس أيزنهاور قاعدة نورفولك البحرية[الإنجليزية] في فرجينيا للانضمام إلى حاملة الطائرات يو إس إس جيرالد ر. فورد كإجراء إضافي للردع في شرق البحر الأبيض المتوسط.[93][94]
- هددت إيران بشن هجمات "استباقية" ضد إسرائيل، مما يشير إلى مزيد من التصعيد للحرب على مستوى المنطقة.[95][96]
- قال الرئيس بايدن في مقابلة على برنامج 60 دقيقة إن احتلال إسرائيل لقطاع غزة "سيكون خطأً فادحًا"، مضيفًا أنه "واثق من أن إسرائيل ستتصرف وفقًا لقواعد الحرب".[97][98] وقال أيضًا إنه يجب القضاء على حماس، ويجب أن يكون هناك طريق إلى الدولة الفلسطينية،[65] واعتبر الهجوم الأولي لحماس بمثابة "الهولوكوست".[99]
- خان يونس، وهي مدينة يبلغ عدد سكانها 400 ألف نسمة، غمرتها مليون لاجئ.[65]
- حماس تنشر أول فيديو للرهينة (إسرائيلي). وزعم أبو عبيدة، المتحدث باسم الجناح العسكري لحركة حماس، أن المجموعة تحتجز نحو 200 رهينة، منهم "عشرات" في أيدي فصائل مختلفة.[100][101][102]
- هاجمت إسرائيل معبر رفح الحدودي.[103]
- صرح وزير الخارجية الإسرائيلي جدعون ساعر بأن "غزة يجب أن تصبح أصغر حجماً في نهاية الحرب".[104]
- ذكرت منظمة الصحة العالمية أنه لم يتبق سوى "24 ساعة من الماء والكهرباء والوقود" قبل وقوع "كارثة حقيقية" في غزة،[105] وأضافت أن الوضع "يخرج عن السيطرة".[106]
- وحذر الأطباء من تفشي الأمراض الوشيكة بسبب الاكتظاظ في المستشفيات وعدم دفن الجثث.
- وفي اليوم نفسه، أعلنت منظمة الصحة العالمية أنه لم يتبق سوى "24 ساعة من الماء والكهرباء والوقود" قبل "وقوع كارثة حقيقية".[105]

### 17 أكتوبر

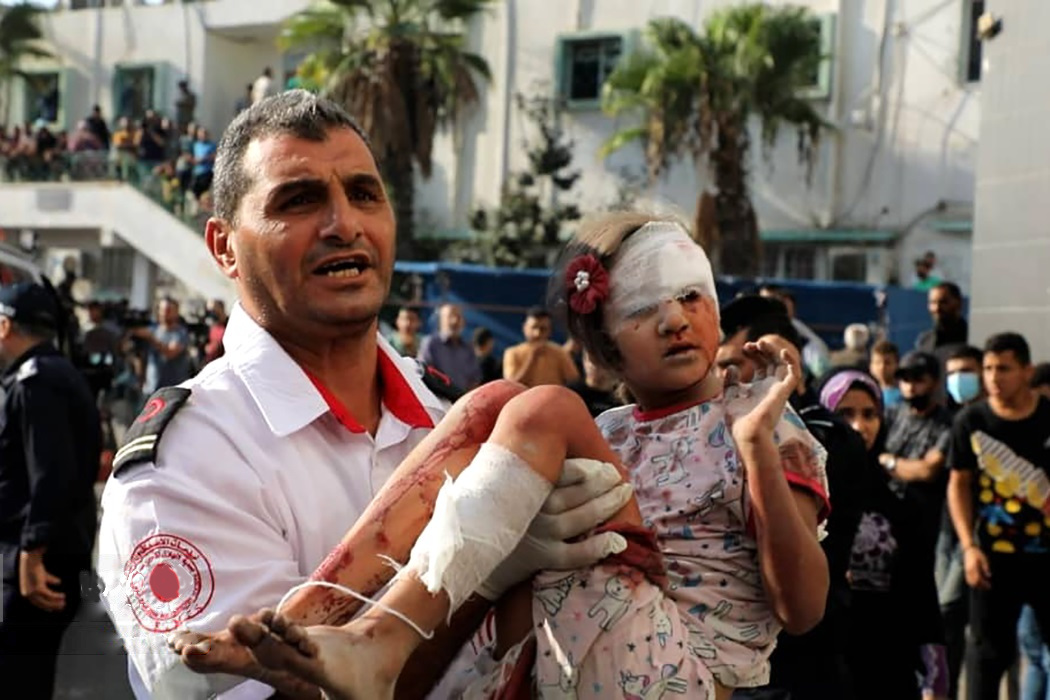
مسعف يحمل طفلاً فلسطينياً مصاباً في غزة

- وقع انفجار في مستشفى الأهلي العربي حيث كان النازحون الفلسطينيون يبحثون عن مأوى، ووفقًا للجزيرة، قُتل ما يقرب من 500 شخص.[107] وزعم جيش الاحتلال الإسرائيلي أن هجومًا صاروخيًا شنته حركة الجهاد الإسلامي في فلسطين قد فشل، في حين ادعت وزارة الصحة في غزة أن الهجوم كان نتيجة غارة جوية شنتها قوات الاحتلال الإسرائيلية؛.[108][109] في البداية، أشارت التحليلات المستقلة إلى أنه من المرجح أن يكون هجومًا صاروخيًا فلسطينيًا فاشلاً.[110][111] وقد تبين أن هذه التحليلات كانت مبنية على تحديد خاطئ لصاروخ إسرائيلي غير ذي صلة على أنه صاروخ فلسطيني معطل،[112] ولكن المنظمات الإعلامية، ولا سيما وكالة أسوشيتد برس، أكدت أن هذا هو التفسير الأكثر ترجيحا. وكثيراً ما تم وصف مقطعي فيديو لانفجار مختلف في غزة، وقع قبل أقل من دقيقة، بشكل غير صحيح (من قبل وكالة أسوشيتد برس وفوكس نيوز) على أنهما يصوران انفجار الأهلي.[113]
- اندلعت الاحتجاجات المتعلقة بانفجار الأهلي في جميع أنحاء العالم،[114] بما في ذلك في رام الله الخليل في الضفة الغربية المحتلة.[115][116] وطالب المتظاهرون من رام الله بـ"إسقاط" الرئيس الفلسطيني محمود عباس.[117]
- رفعت وزارة الخارجية الأميركية تحذيرها بشأن السفر إلى لبنان إلى المستوى الرابع: لا تسافر.[118]
- وفي تحديث للأعمال العدائية المستمرة بين غزة وإسرائيل، أفاد مكتب تنسيق الشؤون الإنسانية بمقتل 1300 شخص في إسرائيل وفقاً لمصادر رسمية إسرائيلية و3000 شخص في غزة بالإضافة إلى 61 شخصاً في الضفة الغربية، وفقاً لوزارة الصحة الفلسطينية منذ السابع من أكتوبر/تشرين الأول[119]

### 18 أكتوبر
- وصل الرئيس بايدن إلى تل أبيب،[120] ولكن تم إلغاء القمة المخطط لها في عمان بالأردن مع الزعماء الأردنيين والمصريين وحركة فتح بسبب قصف مستشفى الأهلي.[114] وأعرب عن دعمه لإسرائيل و"التطلعات المشروعة للشعب الفلسطيني"، لكنه لم يدعو إلى وقف إطلاق النار.[121][122]
- ذكرت منظمة الصحة العالمية أن الوضع في غزة "يخرج عن السيطرة".[123]
- استخدمت الولايات المتحدة حق النقض ضد قرار للأمم المتحدة يدعو إلى تقديم المساعدات الإنسانية إلى غزة.[124]
- ذكرت منظمة أطباء بلا حدود أن المرضى المصابين بجروح خطيرة سوف يموتون مع انهيار النظام الصحي.[125]

### 19 أكتوبر
- زار رئيس الوزراء البريطاني ريشي سوناك إسرائيل، وخلال الزيارة وصف نتنياهو حماس بأنها " النازيون الجدد".[126]
- أثناء قيامها بدورية في ولاية البحر الأحمر، أسقطت المدمرة الأمريكية يو إس إس كارني[127][128] ثلاثة صواريخ كروز والعديد من الطائرات بدون طيار التي أطلقها الحوثيون من اليمن، على ما يبدو باتجاه إسرائيل.[129]
- قصف سلاح الجو الإسرائيلي حرم كنيسة القديس بورفيريوس للروم الأرثوذكس في غزة.[130]
- أصدرت وزارة الخارجية الأمريكية تنبيهًا عالميًا نادرًا ينصح فيه المواطنين الأمريكيين "بتوخي المزيد من الحذر".[131]
- ألقى بايدن خطابه الثاني في المكتب البيضاوي، واصفًا الصراع بأنه "نقطة تحول في التاريخ"، وربطه بالغزو الروسي لأوكرانيا عام 2022.[132]
- قصفت القوات الجوية الإسرائيلية حوالي 100 هدف في غارات جوية متعددة خلال ليلة 18–19 أكتوبر.[133]
- استهدفت الغارات الجوية المنطقة المحيطة بمستشفى القدس.[134]
- وفي تحديث للأعمال العدائية المستمرة بين غزة وإسرائيل، أفاد مكتب تنسيق الشؤون الإنسانية بمقتل 1400 شخص في إسرائيل وفقاً لمصادر رسمية إسرائيلية و3785 في غزة بالإضافة إلى 79 حالة وفاة في الضفة الغربية، وفقاً لوزارة الصحة الفلسطينية منذ السابع من أكتوبر/تشرين الأول.[135]
- وفي ظل المواجهات التي تشهدها أنحاء الضفة الغربية، قالت السلطات الصحية الفلسطينية إن 13 فلسطينيا بينهم خمسة أطفال قتلوا في مواجهات في نور شمس، فيما أعلن الجيش الإسرائيلي مقتل أحد ضباطه. وقال متحدث باسم المفوض السامي لحقوق الإنسان في الأمم المتحدة فولكر تورك "إننا نشعر بقلق بالغ إزاء التدهور السريع لحالة حقوق الإنسان في الضفة الغربية المحتلة والزيادة في الاستخدام غير القانوني للقوة المميتة".[136]
- أعلن مستشفى السرطان الوحيد في غزة أن مستويات الوقود المتبقية لديه "منخفضة بشكل خطير".[137][138]
- صرح الأطباء أن المرضى الأطفال أصيبوا بعدوى التهاب المعدة والأمعاء بسبب نقص المياه النظيفة.[139]
- صرح الصليب الأحمر بأن النظام الصحي بأكمله في غزة "على ركبتيه".[140]

### 20 أكتوبر
- قُتل اثنان من موظفي الأونروا في غزة.[141]
- قام الأمين العام للأمم المتحدة أنطونيو غوتيريش بزيارة معبر رفح.[132]
- أعلن وزير الدفاع الإسرائيلي يوآف غالانت أنه بعد تدمير حماس، ستتخلى إسرائيل عن السيطرة على قطاع غزة وسيتم إنشاء نظام أمني جديد لإسرائيل.[142][143]
- قال الرئيس بايدن إن الشاحنات الأولى من المساعدات الإنسانية إلى غزة سوف يتم تسليمها خلال "24 إلى 48 ساعة".[144]
- ذكرت منظمة أطباء بلا حدود أن آلاف الأشخاص معرضون لخطر الموت "خلال ساعات" لأنه "من المستحيل" تقديم الرعاية الطبية لهم.[145]

### 21 أكتوبر
- أطلقت حماس سراح رهينتين للصليب الأحمر الدولي : الأم الأمريكية الإسرائيلية وابنتها جوديث وناتالي رعنان؛[146] وجاء إطلاق سراحهما بعد وساطة من قطر.[147]
- اندلعت مظاهرات في الضفة الغربية دعما لغزة. وأظهرت لقطات مصورة المتظاهرين وهم يرفعون أعلام فتح وروسيا، ويحملون صور الرئيس الروسي فلاديمير بوتن، والزعيم الكوري الشمالي كيم جونج أون.[148][149][150]
- وأمر مجلس الأمن القومي الإسرائيلي مواطنيه بمغادرة لبنان ومصر "في أقرب وقت ممكن".[151]
- دخلت عبر معبر رفح عشرون شاحنة محملة بالمساعدات الإنسانية الأولى (باستثناء الوقود) إلى غزة.[152][153]
- تم إطلاق نداء عبر الإنترنت في باكستان للعثور على متطوعين في مجال الرعاية الصحية لقطاع غزة. وبحلول الأسبوع التالي، كان نحو ألف طبيب قد سجلوا أسماءهم للسفر إلى غزة.[154]
- وأفاد مكتب تنسيق الشؤون الإنسانية عن مقتل 1400 شخص في إسرائيل وفقاً لمصادر رسمية إسرائيلية و4385 في غزة بالإضافة إلى 84 حالة وفاة في الضفة الغربية، وفقاً لوزارة الصحة الفلسطينية، منذ السابع من أكتوبر/تشرين الأول.[155]
- أصدرت منظمة المساعدات الطبية للفلسطينيين واليونيسيف "تحذيرًا عاجلاً" بأن 130 طفلًا خديجًا سوف يموتون إذا لم يصل الوقود إلى مستشفيات غزة قريبًا.[156][157]

### 22 أكتوبر
- وصلت الدفعة الثانية من المساعدات الإنسانية إلى معبر رفح، مكونة من 17 شاحنة، بعضها يحمل الوقود.[158]
- تم إخلاء 14 تجمعًا إسرائيليًا آخر بالقرب من الحدود مع لبنان بسبب استمرار الاشتباكات.[159][160]
- نفذت القوات الإسرائيلية غارة على خان يونس لتحديد مكان الرهائن المحتجزين لدى حماس واستهداف "البنية التحتية الإرهابية". اشتبكت معهم كتائب الشهيد عز الدين القسام لحماس، والتي أفادت بتدمير جرافتين ودبابة. وأفادت قوات الاحتلال الإسرائيلية بمقتل جندي وإصابة ثلاثة آخرين بصاروخ مضاد للدبابات.[161]
- نفذت إسرائيل غارة جوية على مسجد الأنصار في جنين بالضفة الغربية المحتلة، مما أدى إلى مقتل شخصين وإصابة ثلاثة آخرين.[162][163][164][165]
- أعلنت الأونروا أنها ستنفد من الوقود خلال ثلاثة أيام، مما سيؤدي إلى "انقطاع المياه، وانقطاع المستشفيات والمخابز العاملة".[166]
- نشر جيش التحرير الشعبي الصيني ست سفن حربية في الشرق الأوسط.[167]
- وذكر بيان للأمم المتحدة وقعه برنامج الأمم المتحدة الإنمائي وصندوق الأمم المتحدة للسكان واليونيسيف وبرنامج الأغذية العالمي ومنظمة الصحة العالمية أن الوفيات قد ترتفع قريبا "بشكل كبير" بسبب المرض و"نقص الرعاية الصحية".[168]

### 23 أكتوبر
- عمر دراغمة، أحد مسؤولي حماس، توفي في أحد سجون إسرائيل فيما ادعت حماس أنه عملية اغتيال.[169][170] وكان قد اعتقلته قوات الاحتلال في الضفة الغربية في التاسع من أكتوبر/تشرين الأول الماضي، مع ابنه.
- أطلقت حماس سراح رهينتين أخريين للصليب الأحمر،[171] وهما امرأتان إسرائيليتان مسنتان، بعد وساطة من مصر وقطر. وبقي أزواجهن في الأسر.[172]
- أعلنت كتائب القسام وكتائب القدس عن مهاجمة مواقع لقوات الاحتلال الإسرائيلي قرب معبر إيرز بالصواريخ وقذائف الهاون والطائرات المسيرة[173] حوالي الساعة الرابعة والنصف مساء بالتوقيت المحلي.
- وأفاد مكتب تنسيق الشؤون الإنسانية عن مقتل 1400 شخص في إسرائيل وفقاً لمصادر رسمية إسرائيلية و5087 شخصاً في غزة وفقاً لوزارة الصحة في غزة بالإضافة إلى 95 شخصاً في الضفة الغربية منذ السابع من أكتوبر/تشرين الأول.[174]
- وأعلن متحدث باسم وزارة الصحة أن نظام الرعاية الصحية "انهار تماما"، حيث قُتل 65 طبيبا، ودُمرت 25 سيارة إسعاف، وأغلقت العديد من المستشفيات أبوابها قريبا بسبب نقص الوقود.[175]

### 24 أكتوبر
- في مؤتمر صحفي، قالت إحدى رهائن حماس المفرج عنهم، يوشيفيد ليفشيتز البالغة من العمر 85 عامًا، إنها "مرت بجحيم"، لكنها تلقت معاملة جيدة في الأسر.[176][177] وقالت إن الرهائن في مجموعتها ساروا عبر كيلومترات من الأنفاق؛ وتم احتجازها في النهاية مع العديد من الآخرين في ظروف صحية وإن كانت متواضعة مع الرعاية الطبية والغذاء.[177][178]

### 25 أكتوبر
- قالت إسرائيل إنها ضربت أهدافا متعددة لحزب الله في لبنان، بما في ذلك مجمع عسكري.[179]
- قُتلت عائلة الصحفي في قناة الجزيرة وائل الدحدوح في غارة جوية إسرائيلية على غزة.[179][180]
- قال الرئيس التركي رجب طيب أردوغان في خطاب له إن "حماس ليست منظمة إرهابية، بل هي "جماعة تحرير مجاهدة تكافح لحماية شعبها وأرضها".[181]
- وأفاد مكتب تنسيق الشؤون الإنسانية في الأمم المتحدة بمقتل نحو 1400 شخص في إسرائيل وفقا لمصادر رسمية إسرائيلية و6547 شخصا في غزة وفقا لوزارة الصحة في غزة بالإضافة إلى 102 حالة وفاة في الضفة الغربية منذ السابع من أكتوبر/تشرين الأول. وكان هناك قتيلان إسرائيليان، واحد في غزة والآخر في الضفة الغربية.[182]
- وصرح (الدكتور) أشرف القدرة، من وزارة الصحة، بأن النظام الصحي "خارج الخدمة تمامًا".[183]

### 26 أكتوبر
- صرح نتنياهو بأن إسرائيل "قضت بالفعل على آلاف الإرهابيين - وهذه ليست سوى البداية".[184]
- دخلت قوات الاحتلال الإسرائيلية قرية السيافة بالمركبات العسكرية.[185]

### 27 أكتوبر

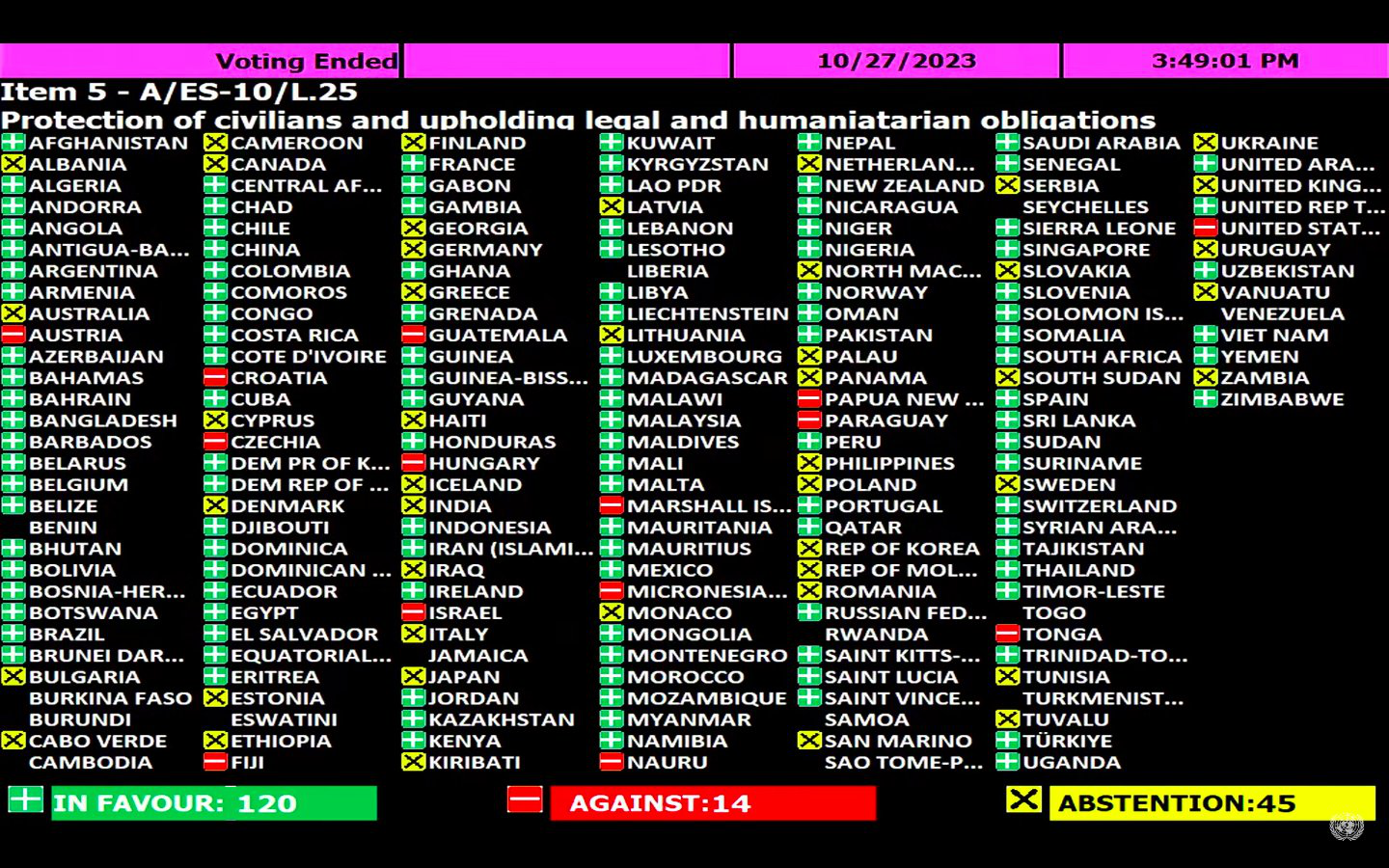
في 27 أكتوبر/تشرين الأول، أصدرت الجمعية العامة للأمم المتحدة القرار إي إس-10/21 الذي يدعو إلى هدنة إنسانية "فورية ومستدامة" ووقف الأعمال العدائية.

- شنت إسرائيل جولة كثيفة من الغارات الجوية وقالت إنها "توسع قواتها البرية" في غزة المحاصرة.[186] وتشير التقارير إلى أن العديد من هذه الغارات الجوية ضربت مناطق قريبة من مستشفى الشفاء ومستشفى إندونيسيا.[187]
- أطلقت حماس صواريخ من غزة أصابت مجمعات سكنية في تل أبيب.[188]
- شهدت غزة انقطاعاً كاملاً للاتصالات. صرحت منظمة أكشن إيد أنه "من المستحيل تقريبًا" على الأشخاص الاتصال بخدمات الطوارئ أو تلقيها.[189]